# Bari Wood
Bari Wood (* 31. Dezember 1936 in Jacksonville, Illinois) ist eine US-amerikanische Science-Fiction-, Mystery- und Horror-Autorin.

## Leben
Wood wuchs in und nahe Chicago auf und graduierte an der Northwestern University in Evanston, Illinois in Englisch. Sie zog 1957 nach New York City, wo sie zuerst in der Bibliothek der American Cancer Society (ACS), später als Editorin des ACS-Journals CA: A Cancer Journal for Clinicians und des medizinischen Journals Drug Therapy tätig war, bevor sie sich Anfang der 1970er-Jahre dem Schreiben zuwandte.
Wood veröffentlichte zwischen 1974 und 1995 sieben Romane. Ihren Debütroman Zwillinge verfasste sie 1974 gemeinsam mit Jack Geasland; er wurde 1988 als Die Unzertrennlichen von David Cronenberg sowie 2023 als Miniserie unter dem Titel Dead Ringers verfilmt. Den 1993 erschienenen Mystery-Thriller Puppenauge verfilmte Neil Jordan 1999 unter dem Titel Jenseits der Träume (orig. In Dreams). Der 1975 veröffentlichte Roman The Killing Gift wurde mit dem Putnam Prize für besonders qualitätsvolle Romane ausgezeichnet.
Sie war mit Dr. Gilbert Congdon Wood (1915–2000), einem Biologen und Krebsforscher der ACS, verheiratet. Seit 1981 lebten sie in einem ehemaligen Farmhaus in Ridgefield, Connecticut.

## Werke
- 1974: Twins – deutsche Ausgabe Zwillinge 1982, später unter dem Titel Dead Ringers (engl.) bzw. Die Unzertrennlichen (dt.) erschienen; mit Jack Geasland verfasst
- 1975: The Killing Gift – dt. Ausgabe Tödliche Augenblicke 1978
- 1981: The Tribe
- 1984: Lightsource
- 1986: Amy Girl – dt. Ausgabe Engelsgesicht 1995
- 1993: Doll’s Eyes – dt. Ausgabe Puppenauge 1996
- 1995: The Basement

## Verfilmungen
- 1988: Die Unzertrennlichen (Dead Ringers) – nach dem Roman Twins
- 1999: Jenseits der Träume (In Dreams) – nach dem Roman Doll’s Eyes
- 2023: Dead Ringers (Prime-Video-Miniserie) – nach dem Roman Twins